# Kilkunda
Kilkunda è una suddivisione dell'India, classificata come town panchayat, di 10.150 abitanti, situata nel distretto dei Nilgiri, nello stato federato del Tamil Nadu. In base al numero di abitanti la città rientra nella classe IV (da 10.000 a 19.999 persone).

## Geografia fisica
La città è situata a 11° 15' 25 N e 76° 40' 11 E.

## Società

### Evoluzione demografica
Al censimento del 2001 la popolazione di Kilkunda assommava a 10.150 persone, delle quali 4.927 maschi e 5.223 femmine. I bambini di età inferiore o uguale ai sei anni assommavano a 886, dei quali 451 maschi e 435 femmine. Infine, coloro che erano in grado di saper almeno leggere e scrivere erano 7.524, dei quali 4.065 maschi e 3.459 femmine.